# Will Rap for Food
Albums de CunninLynguists
SouthernUnderground
(2003)
Singles
1. So Live!
Sortie : 2001

Will Rap for Food est le premier album studio de CunninLynguists, sorti le 30 octobre 2001.
Le titre de l'opus est une référence au clip de Fuck Wit Dre Day (And Everybody's Celebratin'), extrait de l'album The Chronic de Dr. Dre, dans lequel un personnage représentant Eazy-E, le rival de Dre à cette époque, tient un panneau sur lequel on peut lire « Will Rap for Food »

## Liste des titres
| No  | Titre                                                                | Contient un (des) sample(s) de | Durée |
| --- | -------------------------------------------------------------------- | --- | ----- |
| 1.  | Will Rap for Food                                                    | | 0:26  |
| 2.  | Lynguistics                                                          | 1er mouvement du Concerto pour violon en ré majeur, opus 35 de Piotr Ilitch Tchaïkovski                                                                           | 2:28  |
| 3.  | Mic Like a Memory (featuring Kory Calico)                            | If You Don't Believe de Deniece Williams 1-9-9-9 de Common featuring Sadat X et Talib Kweli                                                                       | 4:38  |
| 4.  | So Live!                                                             | | 3:08  |
| 5.  | Hey                                                                  | | 0:28  |
| 6.  | Fukinwichu                                                           | Mona Lisa de Slick Rick | 4:51  |
| 7.  | Ain't No Way (featuring Anetra et Mr. SOS)                           | | 3:58  |
| 8.  | Missing Children (featuring Braille)                                 | | 4:56  |
| 9.  | Midnight                                                             | | 0:33  |
| 10. | Thugged Out Since Cub Scouts (featuring J. Bully et Mr. Raw)         | Extraits de la bande originale du Parrain | 3:52  |
| 11. | Kno's Diggin                                                         | | 0:37  |
| 12. | Halfanimal                                                           | It Ain't Hard to Tell de Nas 2000 B.C. (Before Can-I-Bus) de Canibus Just Don't Give a Fuck d'Eminem It's Like That (My Big Brother) de Redman Nas Is Like de Nas | 4:02  |
| 13. | Family Ties (featuring Cashmere the Pro)                             | Paparazzi de Xzibit | 4:01  |
| 14. | Dirty South                                                          | | 0:34  |
| 15. | Mindstate                                                            | Show N Prove d'Inspectah Deck | 3:56  |
| 16. | Takin' the Loss (featuring Jugga the Bully)                          | Non, No, Turiddu, Rimani Ancora de Pietro Mascagni Ebonics de Big L                                                                                               | 5:29  |
| 17. | Not Guilty                                                           | | 3:39  |
| 18. | 616 Rewind (featuring Celph Titled, Kashal-Tee, Sankofa et Tonedeff) | | 4:16  |